# M&M Studios
M&M Studios o también conocido como Meta & Modular Traducción Visual fue un estudio de doblaje y subtitulado, fundado en 1986 en Caracas, Venezuela con el nombre «Estudios Lain». Realizó trabajos para clientes como Nickelodeon Latin America, MTV, Sony, AXN, Animax, AMC Networks Latin America (antes MGM Networks Latin America, y posteriormente Chello Latin America hasta 2012), A&E Networks, CCI Entertainment, Cinemania, Inti Networks, BBC Latin America, y Discovery Networks, entre otros.
Ofreció servicios de doblaje al español neutro y al portugués de Brasil, así como subtítulos abiertos y closed captions en ambos idiomas. M&M Studios tuvo oficinas en Caracas, Venezuela, así como en Miami, Estados Unidos. También contaba con socios en São Paulo, Brasil. Su dueña (Mercedes Márquez) falleció en 2009. Cerró oficialmente mediados entre 2012 y 2013.

## Trabajos

### Animax
| - .hack//Legend of the Twilight - Baby Baachan - Basilisk - Black Cat - Bokurano - Burst Angel - Matantei Loki Ragnarok - Dear Boys - Di Gi Charat Nyo - DNA² - Excel Saga - Fate/stay night - Fullmetal Alchemist - Galaxy Angel - Gantz - GetBackers - Gankutsuou - Hack//SIGN - Hell Girl - Humanoid Monster Bem - I'm Gonna Be An Angel! | - Last Exile - Mushishi - Noir - Pita Ten - Planet Survival - Ran, The Samurai Girl - R.O.D. the TV - Samurai 7 - S-CRY-ed - Solty Rei - Speed Grapher - Steel Angel Kurumi - Stratos 4 - Trinity Blood - Tsukihime - Twin Spica - The Twelve Kingdoms - Vandread - Vandread: The Second Stage - Wolf's Rain - xxxHOLiC - Nodame Cantabile |

### Sony Spin
- Fullmetal Alchemist: Brotherhood

### Nickelodeon
- Danny Phantom
- La robot adolescente
- Tak y el poder de Juju
- Ginger
- Los Thornberrys
- Fanboy y Chum Chum
- Planeta Sheen
- Mighty B!, la súper abeja
- Estás en Nickelodeon, Charlie Brown

### Otros
- Bananas en Pijamas
- Pinky Dinky Doo  ( Discovery Kids/Noggin ) (2.ª temporada)
- Mecanimales (Discovery Kids)
- Wallace & Gromit: Un Día de Campo en La Luna
- Wallace & Gromit: Los Pantalones Equivocados
- Wallace & Gromit: Una Afeitada al Raz
- La Novia de Chucky
- Wow! Wow! Wubbzy! (Discovery Kids/Frederator Studios) (1.ª temporada)
- Chica Supersabia (1.ª y 2.ª temporada)
- Milly y Molly
- Pequeños Planetas
- Martha Habla